# Euskaltel Euskadi
El Euskaltel Euskadi fue un equipo ciclista profesional español de categoría UCI ProTeam. Fue propiedad de la empresa telefónica Euskaltel a través de su sociedad Basque Pro Cycling Team.
La escuadra se creó para la temporada 2013; hasta entonces Euskaltel había sido el patrocinador principal del Euskaltel-Euskadi propiedad de la Fundación Euskadi.
Los serios inconvenientes financieros y el no encontrar un segundo patrocinador para 2014, llevaron a que el 20 de agosto de 2013 el equipo comunicara su desaparición. Tras la noticia, el piloto de Fórmula 1 Fernando Alonso se interesó por la situación de la formación vasca y el 2 de septiembre anunció que había llegado a un preacuerdo con Euskaltel para adquisición de Basque Pro Cycling Team. Acuerdo que finalmente no se hizo efectivo por divergencias con los contratos.

## Historia del Equipo

### Del Euskaltel-Euskadi de la Fundación Euskadi al Euskaltel Euskadi del Basque Pro Cycling Team

#### Presentación y cambio de filosofía en las contrataciones
El 24 de julio de 2012 la empresa Euskaltel anunció oficialmente su proyecto de formar un equipo ciclista a partir de 2013, en un acto celebrado en la sede de la compañía en Derio, dentro del Parque Tecnológico de Vizcaya. La operadora, que desde septiembre de 1997 había sido el principal patrocinador del primer equipo de la Fundación Euskadi (motivando el cambio de nombre del Euskadi a Euskaltel-Euskadi), crearía la escuadra Euskaltel Euskadi de la que sería propietaria a través de su sociedad Basque Cycling Pro Team. En el acto participaron Alberto García Erauzkin, presidente de Euskaltel, e Igor González de Galdeano, quien sería el principal responsable de la nueva formación; ambos simbolizaron el acuerdo dándose un apretón de manos ante los medios congregados, con una colección de los maillots de la Fundación Euskadi patrocinados hasta entonces por la compañía de fondo. García Erauzkin definió el anuncio como el comienzo del "segundo gran ciclo" de la relación de Euskaltel con el ciclismo, "basada en la cantera, aunque con el objetivo irrenunciable de estar en la élite del ciclismo mundial".
El Euskaltel Euskadi de Euskaltel acogería a los ciclistas con contrato en vigor de cara a la siguiente temporada con el Euskaltel-Euskadi de la Fundación Euskadi (caso de Mikel Nieve, quien de hecho extendió su contrato poco después, Gorka Izagirre o Romain Sicard), además de renovar a corredores como Samuel Sánchez (calificado como "puntal y líder indiscutible"), Igor Antón, Ion Izagirre y Mikel Landa. Sin embargo los puntos obtenidos de esta forma resultaban insuficientes para asegurarse por parte de la UCI una licencia ProTeam que le garantizara un puesto en la élite, con acceso directo al calendario WorldTour. Con el propósito de lograr dicha licencia la nueva escuadra se mostró abierta a fichar a ciclistas que pudieran aportar los puntos necesarios, independientemente de su procedencia y lugar de formación, en lo que suponía una ruptura con la línea de actuación o filosofía seguida para su equipo por la Fundación Euskadi.
Según los nuevos responsables, el propósito del fichaje de ciclistas "extranjeros" (es decir, no vascos ni formados en las categorías inferiores de su cantera) era conseguir los puntos de mérito necesarios para que el equipo se mantuviera en la élite, a la par que se trataba de reforzar la plantilla en aspectos como la contrarreloj, el sprint o la disputa de las clásicas. Explicaron además la necesidad de adecuarse a los cambios impulsados por la UCI en pos de un ciclismo más globalizado, tanto en lo relativo a las carreras a disputar como en lo referido a la procedencia de los ciclistas que las corrían. Su intención, no obstante, era que los líderes de la escuadra siguieran siendo corredores vinculados al ciclismo vasco.
Coincidiendo con el acto de presentación en julio, se anunció que el compromiso inicial de Euskaltel con el proyecto era de 27 millones de euros para tres temporadas, lo que suponía un presupuesto anual de unos 9 millones de euros (aportados casi íntegramente por la operadora).  En octubre ese compromiso se vio formalmente aumentado tanto en duración como en cuantía, ascendiendo a un total de 40 millones de euros para cuatro temporadas. Esto suponía un notable incremento del presupuesto respecto a la anterior formación (de 6,5 millones a alrededor de 10), y especialmente un significativo aumento de la aportación de Euskaltel, que más que triplicaba su aportación (en los últimos años de su patrocinio ingresaba 3,25 millones por temporada a la Fundación Euskadi). El cambio de propietario conllevó también una separación más estricta en lo relativo a la gestión: el mánager general Galdeano estaría al mando del apartado deportivo, mientras que la gestión económica y administrativa sería llevada a cabo directamente por Euskaltel; la empresa designó para ese cometido a Mikel Astorkiza.

#### Galdeano, a la búsqueda de puntos de mérito
La designación por parte de Euskaltel del exciclista Igor González de Galdeano como máximo responsable del nuevo Euskaltel Euskadi supuso su regreso a la primera línea del ciclismo apenas medio año después de haber renunciado a su cargo en el Euskaltel-Euskadi (donde tras seis años había llegado a ser el mánager general, siendo el encargado del equipo y estando solo por encima de él Miguel Madariaga, presidente de la propietaria Fundación Euskadi). Preguntado sobre el motivo de su retorno, el alavés dijo que no podía dejar pasar esa oportunidad "porque se ha planteado hacer un equipo diferente. Se quiere cambiar para crecer y estar a la altura de los 18 mejores equipos del mundo".
El principal objetivo de Galdeano en los meses que restaban hasta el arranque de la temporada 2013 consistió en realizar los fichajes que aseguraran los puntos de mérito suficientes como para obtener de la UCI una licencia de la máxima categoría (ProTeam), con la novedad ya conocida de que a la hora de realizar esas contrataciones podía fichar también a corredores que en el proyecto anterior de la Fundación Euskadi no habrían tenido cabida por no cumplir con lo recogido en sus estatutos. El conjunto vasco no era sin embargo el único interesado en contratar a ciclistas con puntos de mérito acumulados en las dos temporadas anteriores y sin equipo para la siguiente campaña, dado que otras escuadras necesitaban también hacerse con los servicios de varios de ellos para garantizarse la permanencia en la élite o para intentar su entrada en la misma.
Se daba la circunstancia de que por las particularidades del sistema utilizado por la UCI para asignar los puntos de mérito a los corredores, los triunfos o buenos puestos logrados en carreras de poca tradición o renombre en Europa (bien modestas pruebas celebradas en el continente dentro del UCI Europe Tour o aquellas disputadas dentro de los circuitos continentales africano, americano, asiático u oceánico) otorgaban a los ciclistas que los lograban un número de puntos relativamente alto, de manera que corredores poco conocidos de los cinco continentes enrolados hasta entonces en equipos de categoría Profesional Continental (segunda división) o Continental (tercera división), cuando no amateurs que competían de forma libre en carreras de dichos circuitos, se convirtieron en objeto de deseo por parte de escuadras que como Euskaltel Euskadi aspiraban a obtener para 2013 una licencia ProTeam (primera división).
Con el 20 de octubre como la fecha límite establecida por la UCI para presentar las plantillas definitivas, los equipos se embarcaron en negociaciones con los ciclistas pretendidos, a menudo coincidentes. Salvo en algunos casos filtrados a través de las redes sociales, los contactos y acuerdos se realizaron en secreto, de manera que durante el proceso y hasta la fecha límite en que se harían públicas todas la contrataciones, los responsables de una formación desconocían a ciencia cierta a quiénes habían fichado las escuadras rivales (y, por tanto, cuántos puntos de mérito les separaban de cada uno de ellos y, en definitiva, del puesto ansiado en el ranking).

#### Controversia sobre el cambio de filosofía y su necesidad
Los gestores del equipo justificaron el fichaje de ciclistas foráneos argumentando que pretendían sumar los puntos de mérito necesarios para entrar entre los 15 primeros en el ranking de méritos deportivos de la UCI y obtener así automáticamente la licencia ProTeam; según sus cálculos, ni fichando a todos los corredores vascos en activo del pelotón se lograría ese objetivo. El nuevo mánager general, Igor González de Galdeano, lo sintetizó de la siguiente manera: "ficharé para sumar los puntos que nos hagan falta". La decisión de fichar extranjeros fue motivo de controversia entre la afición vasca, que había apoyado al proyecto desarrollado hasta entonces por la Fundación Euskadi con su particular filosofía de contratar únicamente a ciclistas autóctonos o formados en su cantera. Galdeano dijo ser consciente de que la decisión de cambiar de filosofía sería polémica, "pero no ha sido decisión de Igor, ni de las instituciones, ni de Euskaltel; simplemente nos hemos adaptado".
Especialmente crítico con el nuevo rumbo se mostró el exciclista Roberto Laiseka, autor de las primeras victorias en Vuelta y Tour del equipo gestado bajo el paraguas de la Fundación Euskadi y considerado su principal emblema: "todo esto me parece una vergüenza y con el tiempo Euskaltel se va a dar cuenta de que ha metido la pata, porque su imagen entre la afición va a quedar muy tocada". El escalador vizcaíno recordó que el motivo por el que se había creado la escuadra veinte años antes era impulsar el ciclismo vasco y consideró que la nueva andadura suponía "empezar de cero". Otro destacado excorredor naranja, David Etxebarria, destacó también el singular vínculo entre equipo y afición que se había gestado durante la etapa previa, en la que en contraste con la tendencia habitual de apoyar a uno u otro ciclista se había pasado a apoyar a la formación en su conjunto, un fenómeno que desde su punto de vista no se mantendría tras el cambio de filosofía ya que había pasado a ser "un equipo más".
Algunas voces dentro de la afición mostraron su preferencia por que la escuadra se mantuviera fiel a la filosofía y no fichara a extranjeros, quedando así fuera de los quince primeros y aún a riesgo de quedar fuera del UCI WorldTour en caso de no obtener de la Comisión de Licencias una de las tres plazas ProTeam restantes por asignar. Esta corriente de opinión argumentaba que aunque la escuadra pasara a ser Profesional Continental (segunda división) podría obtener invitaciones de los organizadores para participar en las pruebas de primer nivel con especial interés para la formación (caso de la Vuelta al País Vasco, el Tour de Francia o la Vuelta a España). Galdeano respondió que no había ninguna garantía de que los organizadores invitaran al conjunto vasco a sus carreras, y que aun así la diferencia entre ser UCI ProTeam (teniendo acceso directo a todas las grandes citas del calendario, englobadas en el UCI WorldTour, y cobrando por ello) o no serlo (lo que implicaba pagar para obtener invitaciones) no era asumible: "sin World Tour entraríamos en una muerte dulce".
Por otra parte, la justificación de que para lograr una licencia ProTeam era indispensable fichar a extranjeros no fue aceptada unánimemente, mostrándose especialmente crítico el diario abertzale Gara: según sus cálculos, el fichaje de extranjeros no sería suficiente para quedar entre los quince primeros y obtener así la licencia automáticamente, quedando a expensas de la Comisión de Licencias igual que en los años anteriores con la filosofía de la Fundación Euskadi de no contratar a corredores foráneos. Ante esas informaciones desde el equipo respondieron que en cualquier caso el objetivo era estar entre los 18 primeros, de manera que pese a no lograr la entrada de forma automática al menos estuvieran bien posicionados de cara a obtener una de las tres licencias por asignar. El diario, sin embargo, entendía que la posición lograda entre esos cinco aspirantes a una licencia por asignación era irrelevante a ojos de la Comisión y que un equipo sin extranjeros como en años anteriores habría sido (al igual que en temporadas precedentes) capaz de lograr el pase ante la Comisión de Licencias, por lo que creía que el fichaje de extranjeros era innecesario y que dividiría a la afición. El equipo quedaría después entre los quince primeros gracias a los puntos aportados por los extranjeros, pero cuando finalmente se conoció la lista completa con los 18 equipos que habían logrado una licencia UCI ProTeam, incluidos los que lo habían hecho gracias a la Comisión de Licencias tras renunciar a fichar solo para sumar puntos, la publicación se reafirmó en sus críticas: a saber, que desde su punto de vista se podía haber seguido en la élite manteniendo la filosofía y renunciando a fichar extranjeros por los puntos dado que la Comisión de Licencias le habría concedido igualmente una licencia ProTeam por varios años, tal y como había ocurrido con el Argos-Shimano o el Saxo-Tinkoff.
Los reproches se focalizaron a menudo en la figura de Galdeano, cuyo regreso a primera línea de la mano de Euskaltel pocos meses después de haber renunciado a ese mismo cargo en la etapa de la Fundación Euskadi fue interpretado en ciertos foros como "una traición"; preguntado al respecto, el exciclista alavés respondió que la acusación carecía de fundamento y se remitió a las explicaciones ofrecidas en su momento tanto para su marcha como para su vuelta. En torno a la polémica, Laiseka dejó la siguiente reflexión: "se fueron por dinero y ahora vuelven por dinero, pero se han encontrado con que todo el mundo ciclista de Euskadi les da la espalda, en parte porque ellos no quieren hablar con nadie".

#### Tentativas frustradas: los asturianos, Freire y Firsanov
Uno de los primeros fichajes que se planteó el nuevo proyecto de Euskaltel fue el de algún corredor asturiano. Además del posible interés deportivo en esa opción existía también una vertiente comercial, dado que la compañía telefónica había estudiado meses antes ampliar su mercado adquiriendo la empresa asturiana Telecable. Finalmente el proyecto no se llevó a cabo en ninguna de sus vertientes: de los ciclistas barajados, Dani Navarro fichó por el Cofidis, Benjamín Noval siguió de gregario en el Saxo Bank y Carlos Barredo quedó sin equipo después de que el Rabobank le apartara por unos valores anómalos en su pasaporte biológico; asimismo, Euskaltel no siguió adelante con su interés por Telecable.
El diario El País reveló que Igor González de Galdeano había contactado con el triple campeón del mundo Óscar Freire tras la disputa del Mundial de Valkenburg, donde se había despedido públicamente del ciclismo, para plantearle su incorporación al proyecto como corredor por un año para pasar posteriormente al organigrama técnico. Según esa oferta, Freire tendría libertad para decidir en qué carreras deseaba participar (fundamentalmente clásicas como la Milán-San Remo, en la que se había impuesto tres veces), e incluso para no correr en absoluto si su deseo era no volver a la competición: el verdadero interés de la escuadra para ficharle provenía de los 100 puntos de mérito que aportaría su presencia en la plantilla. El cántabro rechazó la propuesta, tildada de "grotesca" y "cambalache" en la información original, arguyendo principalmente el deseo de su familia de que abandonara la carretera; Galdeano, amigo de Freire después de que ambos coincidieran en su época de corredor en el Vitalicio Seguros, matizó que nunca le ofrecería algo que no fuera digno, y aunque reconoció el contacto negó el extremo de que se le hubiera planteado pasar un año en plantilla sin ni siquiera competir.
Por su parte Sergey Firsanov, jefe de filas del equipo RusVelo, desveló en F-Sport que fue tentado por los dirigentes del equipo debido a sus puntos. Sin embargo, rechazó la oferta porque sentía que no iba a ser bien visto por los aficionados vascos y que en la mayoría de ocasiones, al ser un corredor extranjero, iba a tener que trabajar para corredores locales, cortándosele la progresión.

#### Polémica por la no renovación de Txurruka y Velasco
La nueva dirección encabezada por Igor González de Galdeano decidió prescindir de Amets Txurruka e Iván Velasco, corredores vinculados durante años al anterior proyecto, principalmente en labores de gregario. Galdeano les informó de que no contaba con ellos porque no aportaban los puntos suficientes a través de sendas llamadas telefónicas de un minuto. Se daba la circunstancia de que a estos corredores se les había pedido en su momento que renunciaran a objetivos individuales para sacrificarse trabajando en pos de alguno de los líderes de la escuadra, que eran quienes lograban en su caso los puntos en disputa.
Estas decisiones levantaron una fuerte polémica entre los seguidores tradicionales del equipo, especialmente en el caso de Txurruka: socio de la Fundación Euskadi desde su creación cuando era aún un niño, era muy valorado por la afición por su carácter combativo y se había convertido en un símbolo de la escuadra. Txurruka declaró que asumía su marcha, pero que le molestaban las formas en las que le había sido comunicada la decisión por parte de los nuevos responsables. El ciclista mostró además su agradecimiento a la afición, así como a Miguel Madariaga y a la Fundación Euskadi, por el apoyo recibido.
Ante el descontento entre los aficionados, el propio Galdeano reconoció una mala gestión en lo relativo a su salida, aunque añadió que "hay vascos endiosados sin haber ganado nada". Además recordó que ni Txurruka ni Velasco habían fichado por un conjunto UCI ProTeam, apuntó que no bastaba con ser un ciclista carismático y puso a Egoi Martínez, Juanjo Oroz y Gorka Verdugo como ejemplos de ciclistas renovados pese a no contar con puntos de mérito.

#### Crítica de excorredores en activo al nuevo proyecto
El 21 de septiembre de 2012 siete ciclistas de otros equipos que habían militado previamente en el Euskaltel-Euskadi firmaron un comunicado en contra de la nueva gestión deportiva; se trataba de Beñat Intxausti, David López y Jonathan Castroviejo (Movistar), Haimar Zubeldia y Markel Irizar (RadioShack-Nissan), Koldo Fernández de Larrea (Garmin-Sharp) e Iker Camaño (Endura Racing).
Estos ciclistas llamaban al nuevo equipo directivo a no romper con la filosofía del proyecto anterior de la Fundación Euskadi dirigida por Miguel Madariaga, señalando que "lamentamos y nos entristece sobremanera la deriva que está tomando este proyecto desde que ha caído en manos de la nueva gestión", y mostraron su temor a que el fichaje de extranjeros pudiese quitar puestos en la plantilla a corredores vascos y se limitase así la opción de ser profesional para muchos de ellos: "que nunca se produzca la paradoja de que mientras haya corredores vascos con buenos resultados militando en equipos de fuera, sean los corredores de fuera los que ayuden a mantener en activo el proyecto de un equipo vasco".
Los firmantes personalizaron sus críticas en Igor González de Galdeano (con quien habían coincidido durante la etapa de este en la dirección del equipo y al que evitaron nombrar, refiriéndose a él como «IGG»), especialmente en lo relativo a la no renovación de Txurruka y Velasco: "la excusa puesta por IGG para argumentar el cese de su contrato -la ausencia de puntos y su falta de progresión- nos parece un golpe bajo a los valores y al espíritu que este proyecto siempre ha mantenido y defendido desde sus inicios con Miguel Madariaga al frente".
Se daba la circunstancia de que varios de los firmantes habían declinado en su momento ofertas realizadas por Miguel Madariaga para renovar con el conjunto vasco, prefiriendo marcharse a otros equipos. Intxausti, además, había preferido debutar como profesional con otra escuadra en lugar de hacerlo en el seno de la Fundación Euskadi.

#### Composición final y obtención de la licencia UCI ProTeam
El 22 de octubre, dos días después de que finalizara el plazo concedido por la UCI a los equipos para la elaboración de las plantillas, se anunció públicamente la composición del nuevo Euskaltel Euskadi. Se confirmó así la incorporación de nueve ciclistas que no habrían tenido cabida con la filosofía mantenida hasta entonces por la Fundación Euskadi. Todos ellos procedían de equipos no UCI ProTeam, la mayoría de formaciones de categoría Profesional Continental, en lo que supondría el debut de todos ellos en la primera división del ciclismo mundial.
En concreto, se trataba de Tarik Chaoufi (ganador del último UCI Africa Tour y vigente campeón marroquí, técnicamente un neoprofesional dado que hasta entonces había competido como amateur), los eslovenos Jure Kocjan y Robert Vrečer, el ruso Alexander Serebryakov (al que se asignarían las clásicas de pavé del norte), el portugués Ricardo Mestre (que había destacado en el calendario luso), el pistard griego Ioannis Tamouridis (heptacampeón heleno contrarreloj), los veteranos alemanes Steffen Radochla y André Schulze (de 34 y 38 años respectivamente en el momento de su debut naranja) y el español Juan José Lobato (gaditano ya conocido por la afición vasca tras su triunfo en el primer Circuito de Guecho con meta en el Txomintxu, y al que el equipo Andalucía liberó de su contrato para permitirle dar el salto a la élite). Al margen de esos nueve fichajes, las otras dos incorporaciones serían las de los jóvenes Garikoitz Bravo (hasta entonces en el Caja Rural) y Jon Aberasturi (esprínter, y único ciclista ascendido desde el Orbea Continental).
Algunos medios de comunicación especializados llegaron a calificar como "bochornosa" la lista de fichajes del equipo llegando a afirmar que "La licencia ProTour ha cegado a los dirigentes de la escuadra naranja" solo llegando a destacar la incorporación de Juan José Lobato aunque con un rol secundario de mero complemento.
Igor González de Galdeano dijo que creía que habían hecho los deberes y se mostró confiado de cara a las posibilidades de la escuadra para obtener una licencia ProTeam, mientras que sobre los fichajes explicó que sumaban puntos de mérito de cara a la UCI a la vez que aportaban calidad en los tradicionales puntos débiles de la formación naranja. El mánager general compareció ante los medios junto a sus cuatro directores deportivos: de la Fundación Euskadi llegaban Gorka Gerrikagoitia (que seguiría siendo el principal), su hermano mayor Álvaro González de Galdeano e Iñaki Isasi, a los que se sumaba Óscar Guerrero. Los preparadores físicos serían Álex Díaz (también procedente del anterior proyecto) e Iñigo Mujika (fisiólogo formado en Australia), mientras que Josu Larrazabal pasó al RadioShack Leopard. En cuanto al cuadro médico, estaría compuesto por los galenos Sergio Quílez (que permanecía así en su puesto) y Eduardo González Salvador (que se reincorporaba tras haber estado anteriormente); no continuaron por el contrario los facultativos Guillermo Cuesta y Raquel Ortolano (esta última se fue al Astana).
El 29 de octubre la UCI hizo público un comunicado en el que confirmaba que el Euskaltel Euskadi estaba entre los 15 primeros equipos en el ranking deportivo elaborado según los puntos de mérito, lo que prácticamente suponía la obtención de una licencia UCI ProTeam. Aunque la nota ordenaba a estas escuadras alfabéticamente, de forma extraoficial se filtró que había ocupado la decimoquinta posición, superando por apenas 20 puntos al Argos-Shimano, a pesar de que al contrario que en su caso la escuadra neerlandesa no se había prodigado en el fichaje de corredores de escaso pedigrí buscando sus puntos.
El 10 de diciembre, y tras superar también el trámite de recibir el visto bueno de la Comisión de Licencias en lo relativo a aspectos económicos, administrativos y éticos, la UCI confirmó que la escuadra tendría una licencia ProTeam para cuatro temporadas: desde 2013 hasta 2016.

#### Polémica sobre el traspaso de la flota
Los dirigentes del nuevo proyecto de Euskaltel pretendían que la flota utilizada por el hasta entonces equipo de la Fundación Euskadi (cuatro autobuses, una autocaravana, un camión y diverso material) pasaran a la nueva formación. Miguel Madariaga se negó a que este traspaso se produjera de manera gratuita, argumentando que esos autobuses eran propiedad de la Fundación, de manera que exigía el pago de una cantidad a cambio. Según Madariaga ese dinero era necesario para que la Fundación pudiera hacer frente a los pagos comprometidos hasta final de año, subsanando así la reducción en las aportaciones de las administraciones públicas (Gobierno Vasco y diputaciones); en concreto, cifraba en 565.000 euros el dinero extra que necesitaría recaudar mediante la venta de dichos bienes para concluir el año sin impagos.
Con el paso de las semanas el mensaje se fue endureciendo, llegando a afirmar Madariaga que la Fundación se encontraba "con el agua al cuello" y que se antojaba imprescindible que Euskaltel pagara por los autobuses para que sus cuentas cuadraran. La negociación se enquistó de tal modo que los responsables del nuevo Euskaltel Euskadi tuvieron que pedir a la Fundación Euskadi que les cedieran los autobuses para la presentación con los corredores en octubre; además, Igor González de Galdeano se puso en contacto con su antiguo director Manolo Saiz para hablar sobre la flota que éste aún poseía de sus tiempos en la ONCE/Liberty Seguros, aunque aseguró que su interés en ese caso se limitaba a un tipo de vehículo que no poseía la estructura de Madariaga.
En noviembre por falta de fondos la Fundación Euskadi no pagó la nómina de ese mes ni a sus ciclistas ni al resto de trabajadores de la institución, según admitió el propio Madariaga a Euskadi Irratia días después del impago; el presidente calificó el momento como "el más difícil" por el que habían atravesado, y explicó que la única forma de pagar en su totalidad los 857.000 euros comprometidos (la suma de las nóminas de noviembre y diciembre) era que pudiera antes vender los autobuses, valorados en 918.000 euros.

En esa tesitura, Euskaltel y Madariaga acercaron posturas, y finalmente el 14 de diciembre llegaron a un acuerdo según el cual la compañía telefónica compraba a la Fundación Euskadi sus autobuses a cambio de 550.000 euros. Esa venta alivió la situación de la Fundación, que pudo abonar pagos pendientes, pero no la solucionó por completo: de hecho, tras la firma aún necesitaba en torno 250.000 euros para concluir el año y liquidar así sin deudas el que había sido su equipo original.
No obstante el desencuentro no concluyó tras el acuerdo, dado que ambas partes ofrecieron versiones contrapuestas sobre su significado. Euskaltel calificó la compra como "una muestra más de su compromiso histórico con la Fundación Euskadi, ya que acude en su ayuda mediante una aportación extraordinaria adicional". Madariaga respondió al comunicado de la compañía de la siguiente forma: "Dicen que nos han salvado, pero de eso nada. Han comprado un material que necesitan y porque no ha quedado más remedio".

#### Presentación del nuevo maillot y corredores
A finales de noviembre llegaron los nuevos fichajes para incorporarse a la primera concentración del equipo. Mientras la mayoría de extranjeros se comunicaban en inglés Tarik Chaoufi necesitó un intérprete especial para comunicarse en árabe. En esa primera concentración Igor González de Galdeano comunicó que gracias a la ampliación de plantilla había cambiado el planteamiento respecto a temporadas anteriores teniendo previsto correr entre 30 o 40 días más de competición sobre todo en carreras de un día en Bélgica, Países Bajos y la Copa de Francia (pertenecientes al UCI Europe Tour). Asimismo, anunció un programa especializado para que cada corredor puliese sus cualidades imitando el modelo del exitoso equipo Sky.
El 18 de diciembre se presentó el nuevo maillot diseñado por Bio-Racer en la que destacaba la desaparición de cualquier alusión a la Fundación Euskadi. En el diseño se mantenía el actual logotipo de Euskaltel en forma de mariposa y se añadía un nuevo logo de Euskadi en el que resaltaba la letra K. Por otra parte se añadía negro en los laterales del maillot así como una ikurriña en el hombro derecho y en la parte trasera del pantalón con fondo negro. A diferencia de otras presentaciones de maillots los modelos no fueron los propios corredores del equipo sino que se seleccionaron a tres corredores del ciclismo amateur vasco-navarro, estos fueron: Lierni Lekuona (Tolosa Club de Fútbol), Josu Albizua (Sociedad Ciclista Aiala) y Gotzon Martín (Sociedad Ciclista Ugao) de Guipúzcoa, Álava y Vizcaya, respectivamente.
Sin embargo, aún se mantenía la incógnita de como serían los maillots de campeones nacionales: Tarik Chaoufi (ruta) y Ioannis Tamouridis (contrarreloj). Parte de esa incógnita se desveló el 9 de enero de 2013 con la presentación oficial de los corredores en la que Tarik apareció con una pequeña bandera de Marruecos en el pecho sustituyendo el logotipo de Euskaltel junto a otras banderas de menor tamaño en las mangas y en el borde del pantalón.

### Inicio de la nueva temporada
El inicio de la temporada no pudo ser más esperanzador con los hermanos Izagirre (Ion y Gorka) destacando en el Tour Down Under 2013 -4º y 7º respectivamente- ubicándose el equipo en el 2º lugar de la clasificación por equipos del UCI WorldTour 2013 tras esa prueba inicial.
Sin embargo las victorias no llegaron y en marzo el mánager general hizo un primer balance de la temporada lamentándose de la falta de victorias del equipo aún con extranjeros disculpándose con el argumento de que ningún vasco había ganado desde la victoria de etapa de Ion Izagirre en el Giro de Italia 2012 (obviando las victorias de Gorka Izagirre en la Clásica de Ordizia 2012, de Egoitz García en la París-Corrèze 2012, de Pablo Urtasun -si bien es navarro entraba en la antigua filosofía del equipo- en una etapa del Tour de Gran Bretaña 2012 o las conseguidas por Víctor de la Parte a lo largo del 2012 e inicios del 2013). En cuanto a los extranjeros se lamentó de que la mayoría de ellos habían sufrido diferentes lesiones y que con Alexander Serebryakov y Tarik Chaoufi tuvieron problemas con el visado y Alexander incluso con la nieve en Rusia; el único nuevo integrante de la plantilla que había conseguido resultados destacados fue Juan José Lobato con 2 top-ten en diferentes carreras de un día españolas.
Samuel Sánchez, líder del equipo, también salió a la palestra para disculparse y señalando al resto del equipo ya que esta vez él no tenía que rendir al máximo nivel en esos primeros meses ya que se reservaba para el Giro de Italia en mayo.

#### Positivo de Serebryakov y reacciones
Posteriormente se analizó otra muestra de Serebryakov del año anterior, con la aplicación de las nuevas técnicas de búsqueda de EPO de la Agencia Mundial Antidopaje confirmando otro positivo en una muestra recogida el 21 de febrero de 2012.
Paradójicamente, la empresa que representaba a Serebryakov, Velofutur, a consecuencia del positivo de Mustafa Sayar y otros tres ciclistas en el Tour de Argelia junto otros tres ciclistas rusos, emitió en julio un comunicado analizando como corredores desconocidos destacan en carreras menores donde los controles son más laxos y alabó, en cierta manera, que se descubriesen esos casos. Sin embargo, no mencionó a Serebryakov que destacó principalmente en carreras del UCI Asia Tour 2011-2012.

#### Problemas económicos
A pesar de que Euskaltel anunciase un proyecto a largo plazo en los que se iba a hacer cargo prácticamente de todo el presupuesto (de entre 9 y 10 millones de euros al año) durante la disputa del Tour de Francia 2013 emitió un comunicado aclarando o rectificando que realmente solo aportaba 7 millones de euros durante la temporada en curso de manera excepcional y que los años posteriores estaban en el aire ya que solo tenían pensado aportar 3,5 millones (frente a los 3,25 que destinaba cuando el equipo pertenecía a la Fundación Euskadi). En el último párrafo de dicho comunicado instaba indirectamente a las administraciones públicas que volviesen a contribuir con el dinero de antaño al equipo.
Sorprendentemente, en principio, no se planteaba un descenso de categoría a la Profesional Continental en la que un presupuesto de 3,5 millones (sin contar lo que podrían aportar otros patrocinadores) podría garantizar la continuidad del equipo en esa categoría menor. Mientras, otro equipo UCI ProTeam con similares problemas económicos como el Vacansoleil-DCM si comunicó abiertamente que se planteaba el descenso de categoría para mantener su estructura.
En la segunda jornada de descanso de la ronda gala Igor González de Galdeano declaró que "El equipo se está deshaciendo" incluso alertando que parte de los corredores podrían abandonar el Tour debido a la inestabilidad del equipo. El mánager del equipo se lamentó de la complejo que resultaba esa situación debido a que los ciclistas miran por su propio interés de cara a su futuro. Especialmente significativo fue lo ocurrido el día anterior a la jornada de descanso donde Mikel Nieve hizo un trabajo para Alberto Contador (líder del Saxo-Tinkoff) en la ascensión Mont Ventoux donde estuvieron hablando durante varios kilómetros.

#### Despedida de Tarik Chaoufi y análisis de los extranjeros
El 13 de agosto el equipo comunicó la baja de Tarik Chaoufi en un comunicado en el que se intentó justificar el rendimiento del resto de extranjeros. Especialmente significativo fue el análisis del rendimiento de André Schulze y Steffen Radochla en favor de Juan José Lobato cuando Schulze no acabó ninguna carrera y Radochla solo una de las que acabó Juan José. Mientras los alemanes acumularon entre ellos solo 35 días de competición finalizados el andaluz llegó a los casi 70.

#### Supuesta ampliación del calendario que no fue tal amplia ni satisfactoria
Uno de los argumentos esgrimidos por los nuevos dirigentes para ampliar la plantilla con extranjeros fue el de poder abarcar más calendario para así obtener más puntos con corredores con experiencia en ese tipo de pruebas. Así a principio de temporada el equipo debutó en el Gran Premio Ciclista la Marsellesa (1 día), Estrella de Bessèges (5 días), Tour del Mediterráneo (5 días), Ronde van Drenthe (1 día) y Handzame Classic (1 día), París-Camembert (1 día) y Gran Premio de Denain (1 día); y se participó en otras pruebas poco tradicionales para el equipo como la Les Boucles du Sud Ardèche (1 día) en la que ya se había corrido en 2012 y la Scheldeprijs Vlaanderen (1 día) en la que ya se había corrido en 2010 y 2011. También estaba prevista su participación en la Dwars door Drenthe (1 día) y la Nokere Koerse (1 día) que sin embargo fueron suspendidas por la meteorología. A finales de temporada también se debutó en el Tour de Limousin (4 días), París-Bruselas (1 día), Gran Premio de Fourmies (1 día), Campeonato de Flandes (1 día), Gran Premio Impanis-Van Petegem (1 día), Gran Premio de Isbergues (1 día), Tour de Eurométropole (4 días), Binche-Tournai-Binche (1 día) y París-Bourges (1 día).
Esas fueron las únicas novedades en cuanto a calendario de toda la temporada, entre el Gran Premio de Denain en abril hasta el Tour de Limousin en agosto pasaron más de 4 meses sin novedades respecto a temporadas anteriores, que apenas supusieron más días de competición ya que muchas carreras españolas eliminaron etapas (la Vuelta a Andalucía pasó de 5 a 3 etapas, la Vuelta a Murcia y la Vuelta a la Comunidad de Madrid de 2 a 1 y la Vuelta a Asturias de 4 a 2) y otra como Gran Premio de Llodio (1 día) desapareció; teniendo en cuenta además que el equipo no participó en otras pruebas tradicionales en el calendario del extinto Euskaltel-Euskadi como el Critérium Internacional (2 días), el Tour de Poitou-Charentes (4 días) -que se había corrido en 2011 y 2012-, la Châteauroux Classic de l'Indre-Trophée Fenioux (1 día) -que se había corrido entre 2009 y 2011- el Tour de Gran Bretaña (8 días) -que se había corrido entre 2009 y 2012- el Gran Piemonte (1 día) -que se había corrido en 2009, 2011 y 2012- pero que se suspendió, o el Tour de Vendée (1 día).
En principio los resultados en esas pruebas novedosas fueron muy por debajo de lo esperado siendo el mejor resultado de las nuevas incorporaciones el 18º de Ricardo Mestre en el Tour del Mediterráneo superado por el 15º de Gorka Izagirre en la Les Boucles du Sud Ardèche, el 14º de Juan José Oroz en la París-Camembert y el 13º de Adrián Sáez de Arregi en el Gran Premio de Denain; curiosamente, otro corredor vasco o navarro no perteneciente al equipo, Javier Aramendia, igualó la mejor posición que ellos al ser 13º en la Ronde van Drenthe. Hasta que un sorprendente Steffen Radochla, que hasta la fecha llevaba una temporada muy discreta, consiguió un 7º puesto en el Campeonato de Flandes en septiembre que junto a un 14º de Ioannis Tamouridis en la Binche-Tournai-Binche (en octubre) fueron los únicos resultados destacables en esos debuts en dichas pruebas por parte de los nuevos corredores extranjeros.
De las nuevas incorporaciones -incluyendo a los vascos Aberasturi y Bravo- solo Mestre, Tamouridis y Vrečer (gracias a que participaron en el Giro de Italia) y Lobato (gracias a que participó en el Tour de Francia) llegaron a un número significativo de días de competición finalizados entendiendo como significativo más de 50 ya que por ejemplo los que menos corrieron en la temporada 2012 en el extinto Euskaltel-Euskadi con una plantilla de 23 corredores fueron Pello Bilbao y Alan Pérez con 43 días y Víctor Cabedo con 53. Mientras en el 2012 solo los dos mencionados bajaron de esos 50 días en esta temporada 2013 fueron hasta nueve (un tercio de la plantilla).

### Anuncio de la desaparición y nuevo proyecto que finalmente no surgió
La difícil situación financiera del equipo, llevó a anunciar su desaparición 4 días antes de comenzar la Vuelta a España. Enterado de la situación, el piloto de Fórmula 1 Fernando Alonso (amigo personal de Samuel Sánchez), comenzó a realizar contactos con los propietarios del equipo con el fin de comprar la licencia y evitar que desapareciera. El 2 de septiembre se firmó un principio de acuerdo donde todos los contratos vigentes para 2014 y 2015 serían respetados. Pero el acuerdo final no llegó y el 23 de septiembre fue anunciada la desaparición definitiva del Eskaltel Euskadi.

#### Corredores en busca de equipo
Aunque en principio todos los corredores del equipo quisieron mantenerse en activo apenas consiguieron equipo la mitad de ellos. En lo que respecta a la máxima categoría Igor Antón, Ion y Gorka Izagirre y Juan José Lobato consiguieron un hueco en el Movistar, Mikel Landa se fue al Astana; Mikel Nieve al Sky; Romain Sicard al Europcar; y Samuel Sánchez, tras unas duras negociaciones, fue al BMC Racing; (8 corredores). Por su parte Pello Bilbao encontró hueco en un equipo de una categoría menor, en el Caja Rural-Seguros RGA. 
Mikel Astarloza, Jorge Azanza, Egoi Martínez, Adrián Sáez de Arregi, Rubén Pérez y Steffen Radochla pronto se dieron por vencidos y anunciaron su retirada. André Schulze encontró hueco como director deportivo del Bora-Argon 18 y Jorge Azanza, un año después, firmó como director deportivo del Fundación Euskadi-EDP (8 corredores).
El resto solo pudieron encontrar hueco en equipos de categoría Continental aunque solo Jure Kocjan, Ricardo Mestre e Ioannis Tamouridis con una trayectoria estable ya que la mayoría solo corrieron una temporada. A destacar el caso de Juan José Oroz -que junto a Pablo Urtasun se vio envuelto en el fracasado proyecto del PinoRoad- que solo corrió unos meses con el Burgos BH-Castilla y León, donde consiguió su única victoria profesional y a pesar de ello, ante la falta de ofertas de categoría superior, se retiró para ser director deportivo del Lizarte.
Por su parte Robert Vrečer no llegó a debutar en el Vorarlberg, que anunció su fichaje, tras un positivo en un control antidopaje realizado en la Tour de Polonia 2013.

## Corredor mejor clasificado en las Grandes Vueltas
| Año  | Giro de Italia      | Tour de Francia  | Vuelta a España    |
| ---- | ------------------- | ---------------- | ------------------ |
| 2013 | 11.º Samuel Sánchez | 12.º Mikel Nieve | 8.º Samuel Sánchez |

## Palmarés
Para años anteriores, véase Palmarés del Euskaltel Euskadi

### Palmarés 2013

#### UCI WorldTour
| Fechas     | Carreras                             | Ganador        |
| 8 de junio | 7.ª etapa del Critérium del Dauphiné | Samuel Sánchez |

#### Circuitos Continentales UCI
| Fechas      | Circuito                  | Carreras                                 | Ganador          |
| 12 de abril | UCI Europe Tour 2012-2013 | 1.ª etapa de la Vuelta a Castilla y León | Pablo Urtasun    |
| 13 de abril | UCI Europe Tour 2012-2013 | 2.ª etapa de la Vuelta a Castilla y León | Juan José Lobato |
| 31 de julio | UCI Europe Tour 2012-2013 | Circuito de Guecho                       | Juan José Lobato |

#### Campeonatos nacionales
| Fechas      | Carreras                                | Ganador            |
| 21 de junio | Campeonato de Grecia Contrarreloj (CRI) | Ioannis Tamouridis |
| 23 de junio | Campeonato de Grecia en Ruta            | Ioannis Tamouridis |

## Plantilla
Para años anteriores, véase Plantillas del Euskaltel-Euskadi

### Plantilla 2013
| Nombre                | Nacimiento | Nacionalidad | Equipo 2012        |
| Jon Aberasturi        | 28/03/1989 | España       | Orbea Continental  |
| Igor Antón            | 02/03/1983 | España       | Euskaltel-Euskadi  |
| Mikel Astarloza       | 17/11/1979 | España       | Euskaltel-Euskadi  |
| Jorge Azanza          | 16/06/1982 | España       | Euskaltel-Euskadi  |
| Pello Bilbao          | 25/02/1990 | España       | Euskaltel-Euskadi  |
| Garikoitz Bravo       | 31/07/1989 | España       | Caja Rural         |
| Tarik Chaoufi         | 26/02/1986 | Marruecos    | Neoprofesional     |
| Ricardo García        | 26/02/1988 | España       | Euskaltel-Euskadi  |
| Gorka Izagirre        | 07/10/1987 | España       | Euskaltel-Euskadi  |
| Ion Izagirre          | 04/02/1989 | España       | Euskaltel-Euskadi  |
| Jure Kocjan           | 18/10/1984 | Eslovenia    | Team Type 1-Sanofi |
| Mikel Landa           | 13/12/1989 | España       | Euskaltel-Euskadi  |
| Juan José Lobato      | 29/12/1988 | España       | Andalucía          |
| Egoi Martínez         | 15/05/1978 | España       | Euskaltel-Euskadi  |
| Ricardo Mestre        | 11/09/1983 | Portugal     | Tavira-Prio        |
| Miguel Mínguez        | 30/08/1988 | España       | Euskaltel-Euskadi  |
| Mikel Nieve           | 26/05/1984 | España       | Euskaltel-Euskadi  |
| Juan José Oroz        | 11/07/1980 | España       | Euskaltel-Euskadi  |
| Rubén Pérez           | 30/10/1981 | España       | Euskaltel-Euskadi  |
| Steffen Radochla      | 19/10/1978 | Alemania     | Team NSP-Ghost     |
| Adrián Sáez de Arregi | 17/03/1986 | España       | Euskaltel-Euskadi  |
| Samuel Sánchez        | 05/02/1978 | España       | Euskaltel-Euskadi  |
| André Schulze         | 21/11/1974 | Alemania     | Team NetApp        |
| Alexander Serebryakov | 25/09/1987 | Rusia        | Team Type 1-Sanofi |
| Romain Sicard         | 01/01/1988 | Francia      | Euskaltel-Euskadi  |
| Ioannis Tamouridis    | 03/06/1980 | Grecia       | SP Tableware       |
| Pablo Urtasun         | 29/03/1980 | España       | Euskaltel-Euskadi  |
| Gorka Verdugo         | 04/11/1978 | España       | Euskaltel-Euskadi  |
| Robert Vrečer         | 08/10/1980 | Eslovenia    | Team Vorarlberg    |

1. ↑  Hasta el 15 de agosto.